# Otto Liebe
Carl Julius Otto Liebe (Copenaghen, 14 maggio 1860 – Copenaghen, 21 marzo 1929) è stato un politico danese, primo ministro della Danimarca per cinque giorni: dal 30 marzo al 5 aprile 1920.
Il 29 marzo 1920 il re Cristiano X, contrariato per la politica radicale seguita dal governo guidato da Carl Theodor Zahle sulla questione dello Schleswig, decise di sostituirlo con Liebe, un avvocato di ispirazione conservatrice non legato ad alcun partito.
La mossa del re, che pure era in linea con i poteri conferiti al sovrano dalla Costituzione danese, suscitò enormi polemiche (la cosiddetta crisi di Pasqua) e portarono alle dimissioni di Liebe dopo appena cinque giorni. Vennero indette nuove elezioni e fu nominato un governo di transizione guidato da Michael Pedersen Friis.
A seguito di questo episodio la Costituzione danese venne emendata per limitare ulteriormente i poteri del re.